# David Foster (bûcheron)
Pour les articles homonymes, voir David Foster.
David Foster (né le 20 mars 1957) est un bûcheron australien, notable pour être un champion de bûcheronnage sportif.
Figure de la communauté tasmanienne, il a détenu le titre de champion du monde de bûcheronnage sportif pendant 21 années consécutives. Athlète australien le plus titré, il a remporté plus de 1 000 titres dans sa carrière.
Il a reçu la médaille de l'ordre d'Australie et a été intronisé au Sport Australia Hall of Fame.